# Flow Injektion Analyse
Flow Injection Analysis, ofte forkortet FIA er en analysemetode, hvor en prøve kontinuerligt blandes med andre opløsninger for derefter at blive analyseret i et spektrofotometer. De andre opløsninger prøven blandes med reagerer med stoffet prøven måles for, og danner herved en farve hvis absorbans detekteres i spektrofotometeret, hvorved koncentrationen af stoffet i prøven kan bestemmes ved hjælp af en standartkurve.

## Anvendelser
FIA anvendes ofte til at analysere vandprøver for nitrit, nitrat og fosfat.

### Måling af nitrit og nitrat
Det er kun nitrit der måles på, så ønskes der at blive målt på nitrat eller ammonium skal denne først omdannes til nitrit. Nitrat omdannes i FIA-systemet i en proces der forløber over en cadmium reductor sammen med en buffer (pH 8,5). Indeholder prøven ammonium omdannes denne til nitrit ved at reagere med et oxidationsmiddel, typisk kaliumperoxodisulfat, i en autoklave som en del af oplukningen. I næste trin reagerer nitrit med sulfanamid, NED (N-(1-naphthyl)-Ethylendiamin) og saltsyre. Stofferne reagerer i molforholdet 1:1 og danner en lilla azoforbindelse, der i spektrofotometeret slår ud ved 540 nm.

### Måling af fosfat
I vandlig opløsning ved lav pH forekommer fosfat som fosforsyre. I FIA-systemet reagerer fosforsyre med ammoniumheptamolybdate og danner heteropolysyrren molybdofosforsyrre. Heteropolymolybdofosforsyrren reagere herefter med tin(II)chlorid og danner komplekset fosformolybdænium blå der slår ud ved 720 nm.